# Katjuscha (Raketenwerfer)

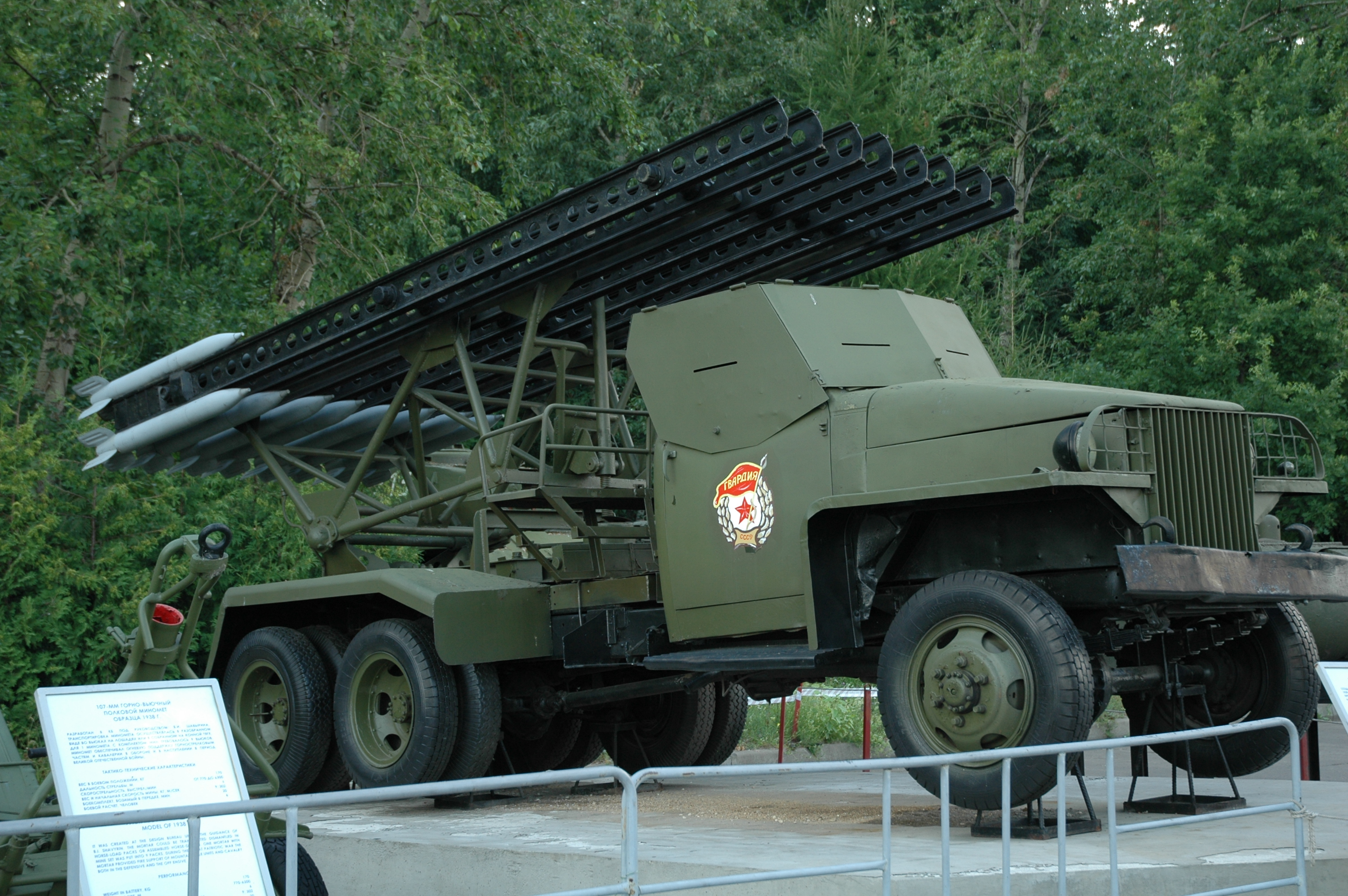
Katjuscha-Startfahrzeug auf einem Studebaker US6, Museum des Zweiten Weltkrieges in Moskau

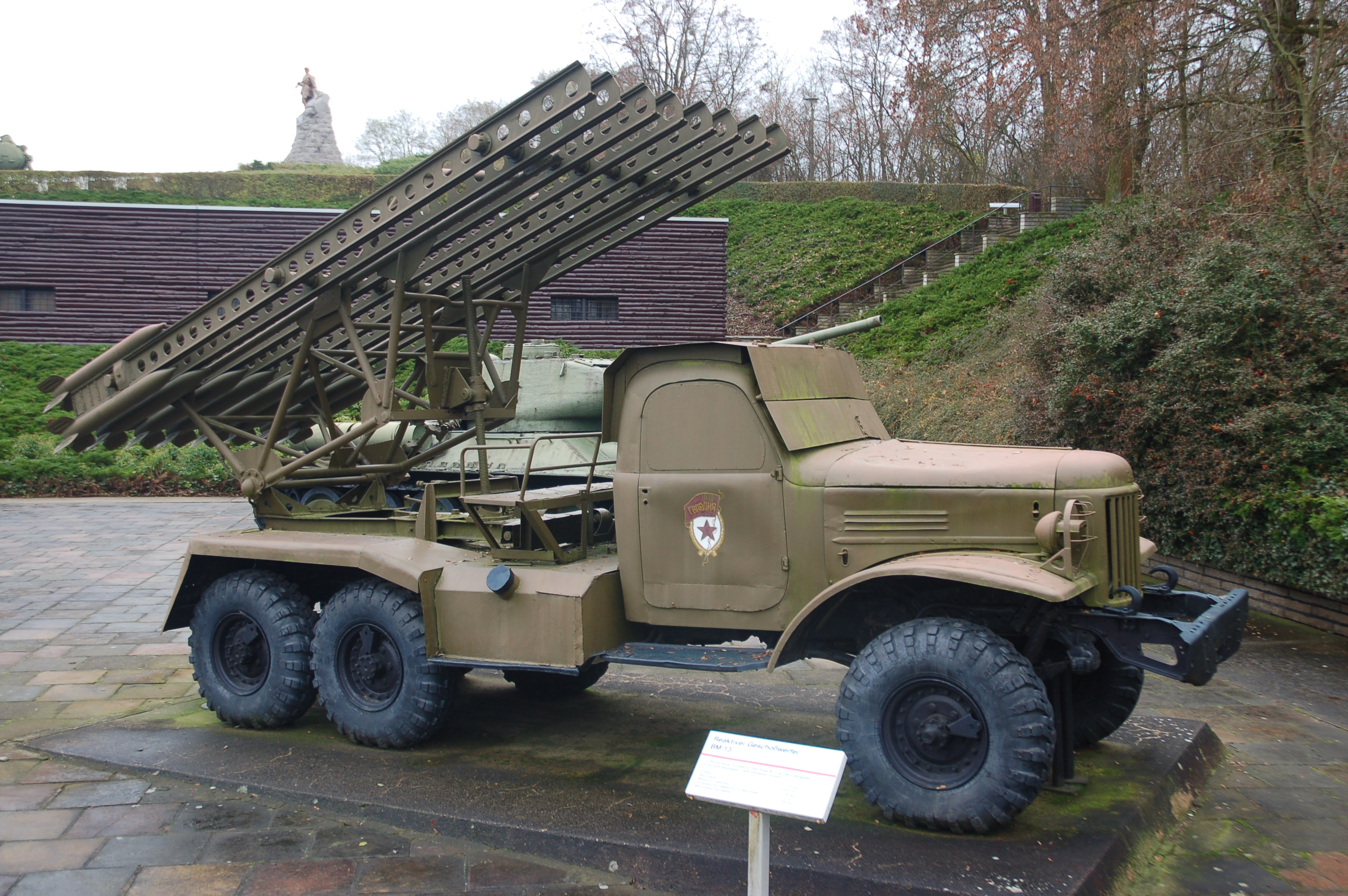
Katjuscha BM-13-16 auf ZIL-157-Fahrgestell, ausgestellt in der Gedenkstätte Seelower Höhen

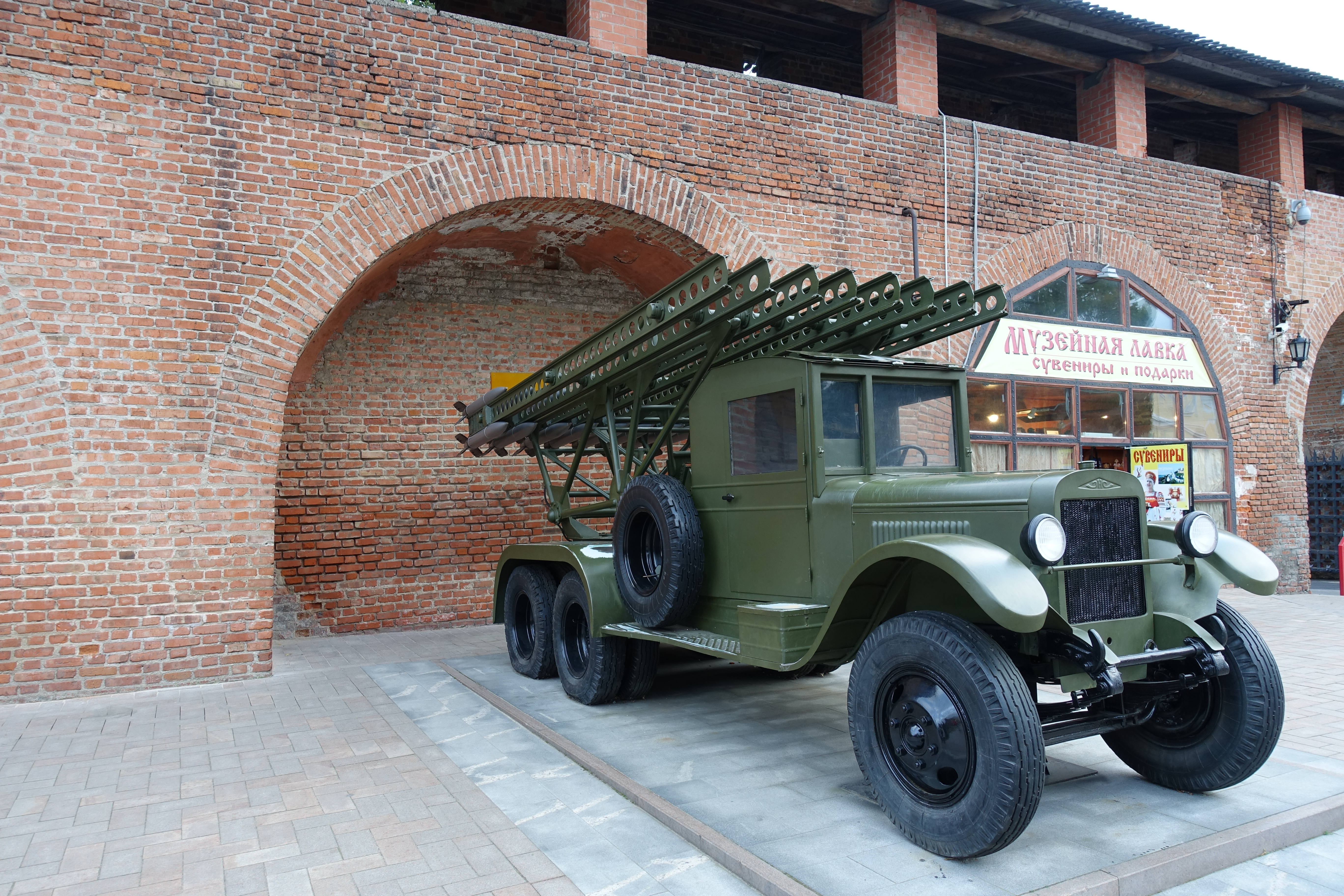
Katjuscha-Batterie auf ZIS-6-Fahrgestell, Kreml in Nischni Nowgorod

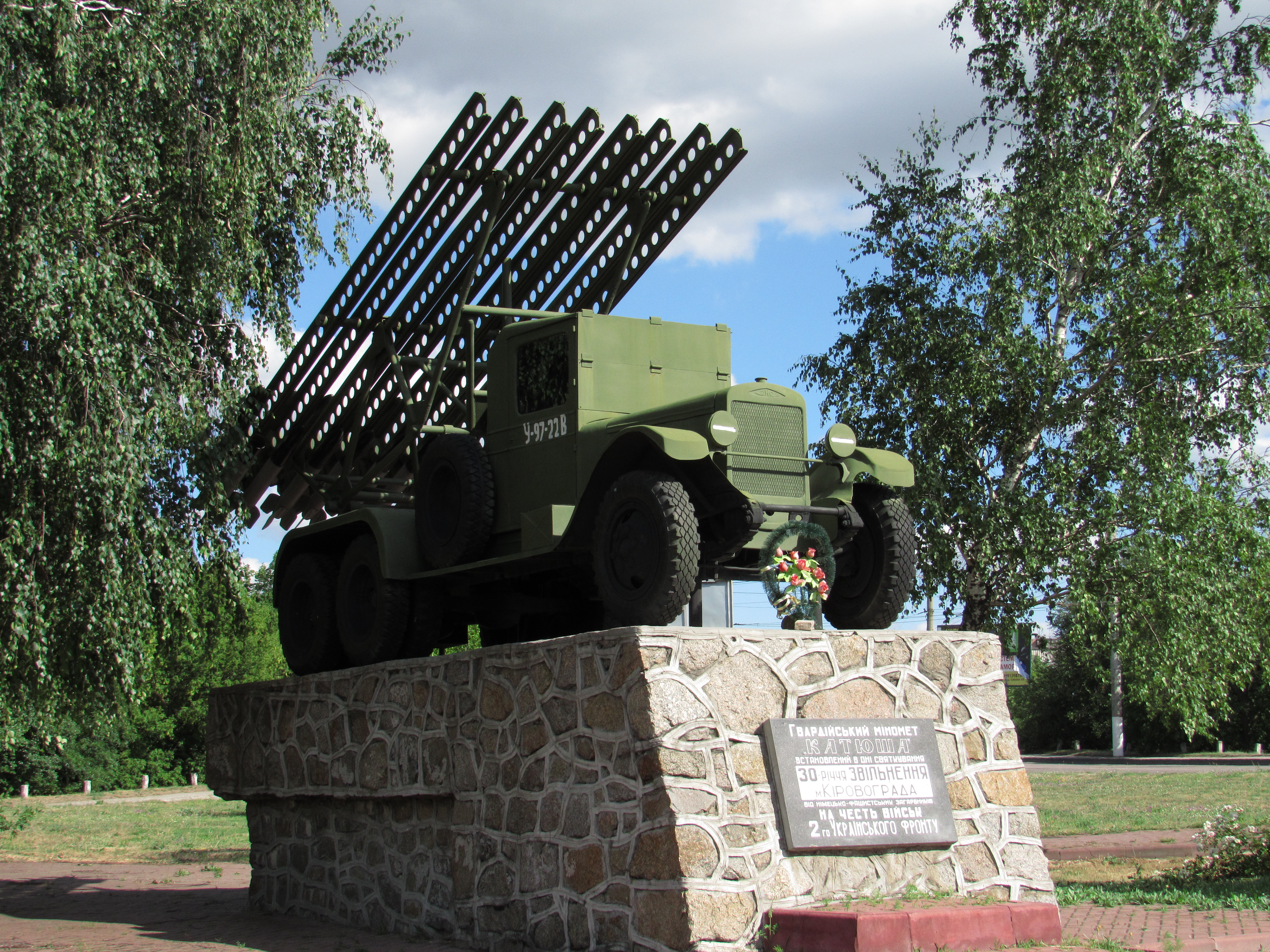
Denkmal am Eingang der Kropywnyzkyj, wurde vor dem 30. Jahr der Befreiung der Stadt errichtet

Katjuscha (russisch Катюша) ist der russische Name für einen sowjetischen Mehrfachraketenwerfer, der im Zweiten Weltkrieg entwickelt und eingesetzt wurde. Die Bezeichnung geht auf das zu jener Zeit entstandene und bis heute bekannte Lied Katjuscha zurück (Katjuscha ist ein Diminutiv des russischen Namens Jekaterina). Die Übersetzung des russischen Sammelbegriffs war Gardewerfer, von deutscher Seite wurde die Waffe Stalinorgel genannt, da die Anordnung der Raketen an eine Orgel erinnert und beim Start ein charakteristisches pfeifendes Geräusch erzeugt wurde.

## Allgemein
Im Vergleich zu konventioneller Artillerie sind Mehrfachwerfer weniger zielgenau, besitzen eine geringere Durchschlagswirkung und benötigen eine größere Treibladung, um vergleichbare Reichweiten zu erzielen. Ein weiterer Nachteil ist die längere Ladezeit, um einen Werfer mit Raketen zu bestücken. Dem stehen jedoch dessen einfache Konstruktion, eine hohe Explosivkraft einer Raketensalve im Verhältnis zu Größe und Gewicht des Werfers, die große Flächenabdeckung und vor allem die kurze Feuerzeit im Vergleich zu einer Haubitze gegenüber.
Im Zweiten Weltkrieg wurden diese Eigenschaften auf sowjetischer Seite durch den zusammengefassten Einsatz von Werferbatterien, Werferabteilungen und Werferregimentern verstärkt. Der Katjuschawerfer wurde damit zum Schrecken der deutschen Wehrmacht, da er innerhalb weniger Sekunden mehrere Dutzend Raketen abfeuern konnte, was – anders als bei Artilleriebeschuss – kaum oder keine Zeit ließ, Deckung aufzusuchen. Der Ic der Heeresgruppe Mitte Rudolf-Christoph von Gersdorff schreibt, dass er zweimal im „mittleren Treffpunkt“ einer Katjuscha gelegen habe, diese „moralisch äußerst wirkungsvolle“ Waffe die deutsche Fronttruppe beeindruckte und gefordert wurde, diese Waffe nachzubauen.
Die Gardewerfertruppenteile waren kommunistische Elitetruppen. Das Personal bestand hauptsächlich aus ausgewählten jungen, kräftigen und politisch besonders zuverlässigen Komsomolzen. Die ab 1943 aufgestellten Artilleriedurchbruchskorps erhielten jeweils eine Gardewerferdivision. Diese konnte mit einer Salve 3.456 Raketengeschosse mit einem Gesamtgewicht von 320 Tonnen verschießen.
Nach sowjetischen Angaben wurden bis Dezember 1944 10.000 Werfer und über 12 Millionen Katjuscha-Raketengeschosse hergestellt.
Laut dem Referenten für die Auswertung taktischer Kampferfahrungen beim Oberkommando des Heeres Eike Middeldorf war der massierte Einsatz bei den Großoffensiven 1944 und 1945 „von besonders hoher Wirkung“. Oft wurde die Artillerievorbereitung vor dem Sturmangriff mit einer mächtigen Salve der Raketengeschütze abgeschlossen.
Nach Zeugnis von Ferdinand Heim war die Katjuscha „zum mindesten als neue Waffe eine höchst unangenehme Erscheinung“. Im Gegensatz zur Artillerie, wo man im allgemeinen den Abschuss hört, und sich noch in Deckung hinschmeißen kann, kamen diese Raketen so langsam und damit geräuschlos, so dass schlagartig, wo man steht, fährt oder reitet, 100 Einschläge in einer Minute erfolgten. Aber auch daran habe man sich mit der Zeit gewöhnt.
Als die Katjuscha große Wirkung auf die deutsche Infanterie zeigte, widmete die Wehrmacht ihre Gaskriegstruppe für den Artillerieeinsatz um, und erhöhte dafür die Anzahl der Rohre und das Kaliber der Nebelwerfer. Sie holte aber nie den sowjetischen Vorsprung ein. Der 8-cm-Raketen-Vielfachwerfer oder „Himmler-Orgel“ war ein deutscher Nachbau der Katjuscha, der allerdings weniger zielgenau war und nur in geringer Stückzahl existierte.
Im Westen wurde der Begriff auch für spätere Ausführungen sowjetischer Mehrfachraketenwerfer bzw. Salvengeschütze verwendet. Heute wird „Katjuscha“ oft als Überbegriff für verschiedene kleinkalibrige ungelenkte Boden-Boden-Raketen (auch Artillerieraketen) verwendet und schließt somit Nachbauten, Eigenbauten oder Weiterentwicklungen ein.

## Ausführungen

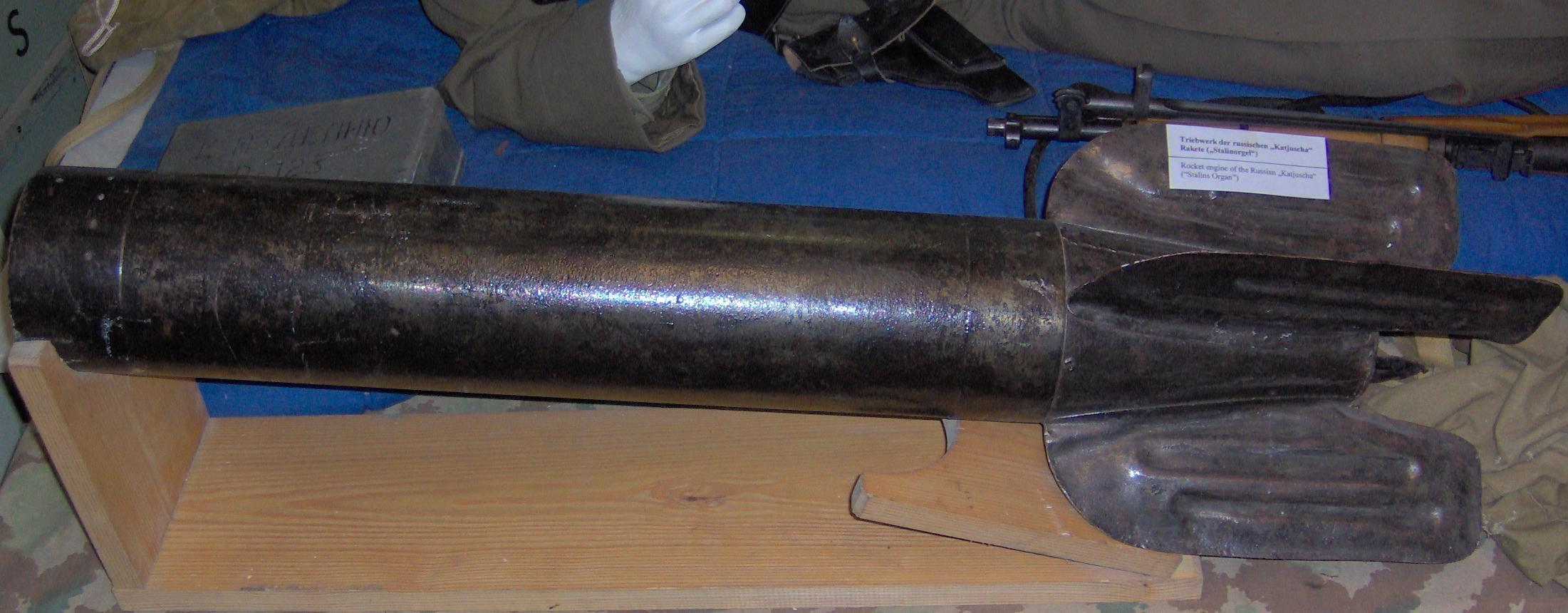
Antriebseinheit einer Katjuscha-Rakete

Es gab verschiedene Ausführungen des Werferrahmens mit unterschiedlichen Kalibern von Flugkörpern: M-8, M-13 und M-31. Die bekannteste Variante M-13 war auf einem dreiachsigen Lkw montiert (BM-13). Als Lafette kamen dabei der sowjetische ZIS-6, vor allem aber der amerikanische Studebaker US6 zum Einsatz, den die Sowjetunion im Rahmen des Lend-Lease-Acts in großer Zahl geliefert bekam. Auch auf Panzerwannen wurden einige Werfer montiert.
Die Reichweite lag je nach Bauart zwischen 2.500 und 11.800 (M-13SN) Metern, 16 bis 54 Raketen konnten innerhalb weniger Sekunden als Salve abgefeuert werden.
Im Verlauf des Zweiten Weltkrieges wurden auf sowjetischer Seite noch andere ungelenkte Feststoffraketen entwickelt, so die M-30 und M-31 gegen Bunkeranlagen oder die panzerbrechende RBS-82. Der Einsatz erfolgte sowohl von Fahrzeugen als auch als Version RS-82 von Flugzeugen (z. B. Schlachtflugzeug Iljuschin Il-2), aber auch von Schiffen (Flusskampfschiffen) aus.

Bilder von Katjuscha-Werfern auf ZIS-6 und Studebaker
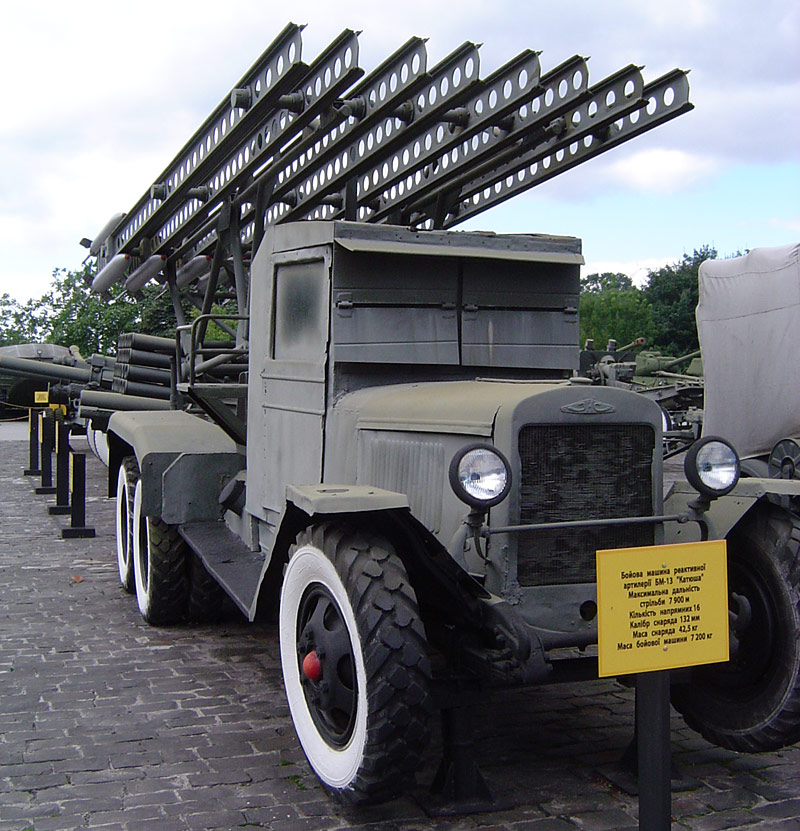
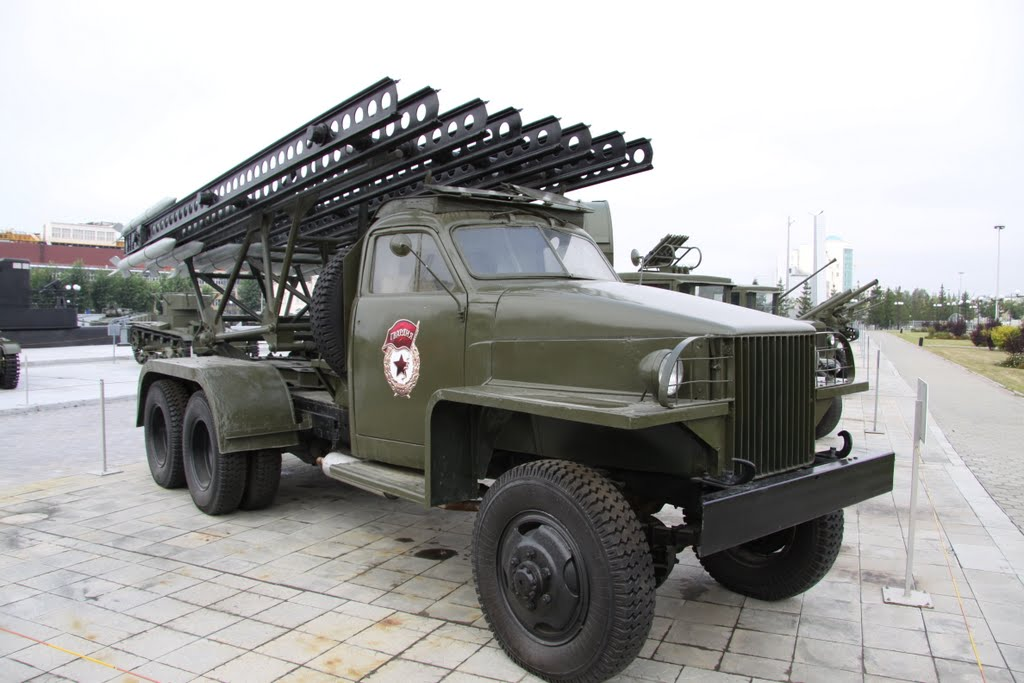

## Nach dem Zweiten Weltkrieg

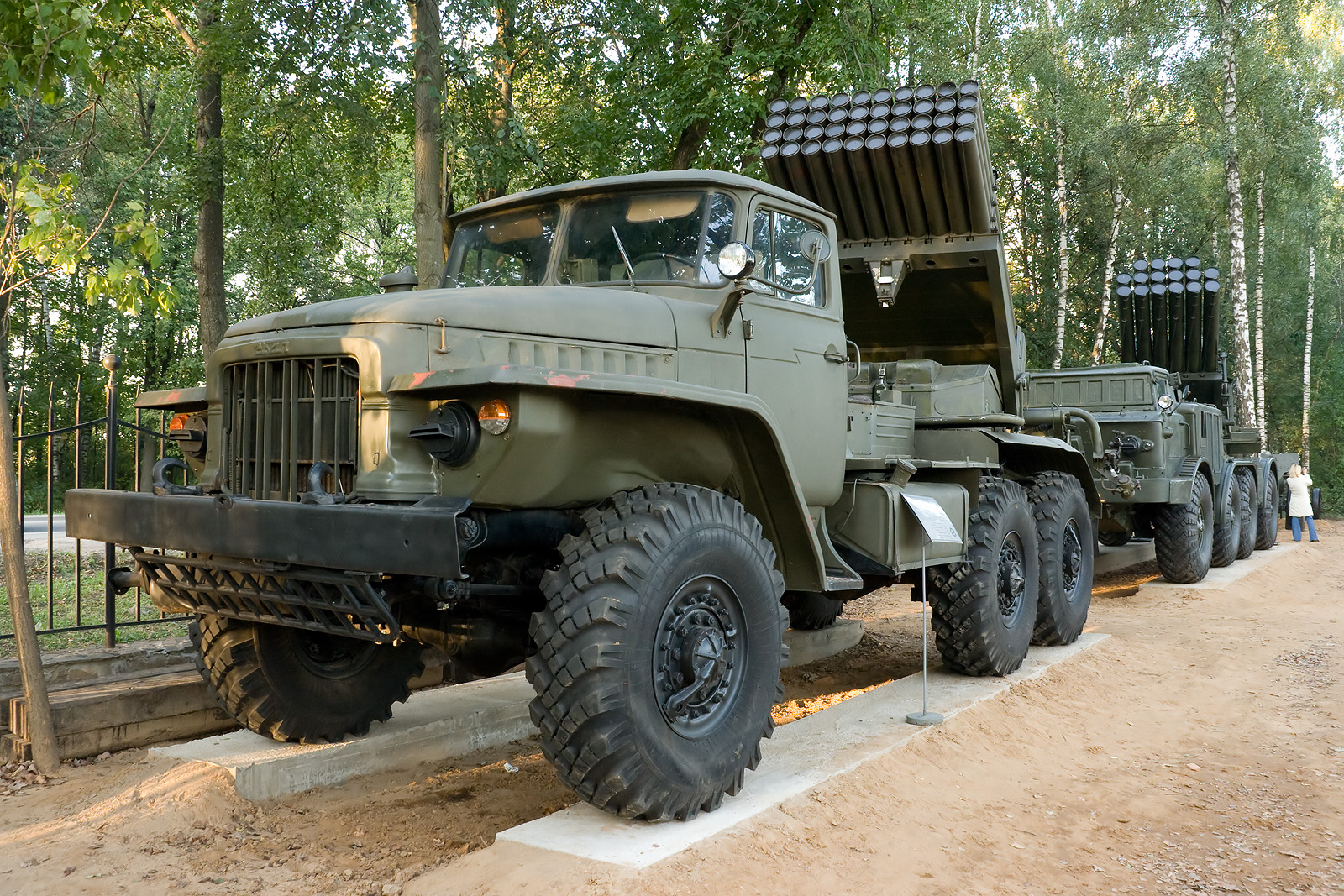
Ural-375D mit Mehrfachraketenwerfersystem BM-21

Eine sehr große Verbreitung fand der Raketentyp M-21 mit einem Kaliber von 122,4 mm und einer Reichweite von 20.800 m, der von 40-rohrigen Werfern auf Ural-375D (BM-21), Tatra 813 (RM-70), GAZ-66 (12 Rohre) und Einzelstartern eingesetzt werden konnte, durch den Einsatz in der Sowjetarmee und ihren damaligen Verbündeten. Auch BM-24 (12 Startrahmen) mit Kaliber 240,9 mm und einer Reichweite von 6000 m wurden international vertrieben. Aber auch andere Länder fertigten Raketenwerfer, so die Tschechoslowakei den 130-mm-Raketenwerfer 51 mit einer Reichweite von 8000 m.

## Entwicklung

### Beginn der Entwicklung
Die Entwicklung der verwendeten Raketen geht auf Untersuchungen des Leningrader Gasdynamischen Laboratoriums (GDL), später RNII, zu Feststoffraketen zurück. Nach Erprobungen wurden erste Muster 1938 hergestellt. Man sah zunächst eine Einsatzmöglichkeit als großkalibrige Waffe auf den damals noch sehr leichten Jagdflugzeugen gegen große Bomber. Durch die Kombination von 7 oder 13 Pulverstangen entstanden Raketentypen mit 82 und 132 mm Durchmesser, die zur Kennzeichnung RS-82 oder RS-132 führten.
Bereits im Juni 1938 wurde die Entwicklung einer mobilen bodengebundenen Startvorrichtung für die 132-mm-Rakete RS-132 angeordnet. Basis war der Dreiachsen-LKW ZIS-6, der 24 Raketen in einer Salve abfeuern konnte.
Am 7. Juni 1939 wurde auf einem der Artillerieschießplätze ein Schießen mit reaktiven Geschossen M-13 vorgeführt. Der anwesende Volkskommissar für Verteidigung bestätigte die Effektivität der Waffe, wodurch der Beschluss zur Forcierung der Entwicklungsarbeiten für Raketenwaffen der Landstreitkräfte schnell gefasst wurde. Die Entwicklung geht dabei auf die Konstrukteure Andrei Kostikow, Iwan Gwai und Wassili Aborenkow zurück, deren Entwürfe auf früheren Konstruktionen von Iwan Kleimjonow, Georgi Langemak und anderen basierten.
Im Sowjetisch-Japanischen Konflikt in der Mongolei am Chalchin Gol im Sommer 1939 wurden Katjuscha-Raketen erstmals an Jagdflugzeugen wie der Polikarpow I-16 (Ischak) eingesetzt.
Die Entwicklung größerer Raketen mit Flüssigkeitsantrieb wie die RDD-604 wurde durch den Krieg unterbrochen.

### Entwicklung und Einsatz im Zweiten Weltkrieg

#### Entwicklung zur Einsatzreife
Ende 1939 erhielt das RNII von der Verwaltung der Artillerie den Auftrag zur Herstellung einer Serie von sechs M-132 als Selbstfahrlafetten. Fünf waren für weitere Experimente vorgesehen, die sechste für die Küstenverteidigung. Ende 1940 absolvierten die ersten fünf Geräte erfolgreich die Truppenerprobung. Davon wurde die sowjetische Regierung und das Oberkommando der Roten Armee informiert. Anfang 1941 erging auf besondere Anweisung der Regierung der Auftrag, die Serienreife der M-132 einzuleiten. Ende Juni 1941 waren die ersten Exemplare fertig.
Vom 15. bis 17. Mai 1941 erfolgte die Abnahme der neuen Waffe durch das Oberkommando der Roten Armee unter Marschall Semjon Konstantinowitsch Timoschenko. Die Splitterspreng-Rakete ROSF-132 erhielt die Bezeichnung M-13, die Startanlage M-132 wurde BM-13-16 genannt (Kampfmaschine für RS-132 mit 16 Startschienen).
Der Regierungsbeschluss zur Aufnahme des Serienbaus der M-13 und des Werfers BM-13-16 erging am 21. Juni 1941, wenige Stunden bevor die deutsche Wehrmacht die Grenze der Sowjetunion überschritt. Alle Versuchswaffen wurden sofort an die Front geschickt.

#### Erster Einsatz am 14. Juli 1941
Hauptmann I. A. Fljorow übernahm sieben BM-13-16 mit insgesamt 3000 Raketen. Hauptaufgabe der Batterie sollte die Erprobung der Raketenwerfer unter Gefechtsbedingungen und die Ausarbeitung von taktischen Einsatzprinzipien sein. Am 4. Juli 1941 erreichte die Batterie den Raum östlich von Orscha, wo die 20. Armee Verteidigungsstellungen gegen die auf Smolensk vordringenden deutschen Truppen bezogen hatte. Am 14. Juli 1941 feuerten die sieben Werfer eine Salve von 112 Raketen auf die Stadt Rudnja ab, in der gerade eine deutsche Truppenkonzentration beobachtet wurde. Der Einsatz der neuen Waffe überraschte die deutschen Truppen. Ein zweiter Einsatz erfolgte kurz danach am Fluss Orschiza.
Die Batterie des Hauptmanns Fljorow wurde in weitere schwere Verteidigungsgefechte bei Rudnja, Jelnja, im Raum Roslawl und Spas-Demensk verwickelt. Im August 1941 gelang es den Deutschen, die Batterie mit anderen Truppenteilen einzukesseln. Nachdem die ganze Munition abgefeuert war, wurden alle Raketenwerfer gesprengt; dabei kam Fljorow selbst ums Leben. In der deutschen Armeeführung wurde man allerdings erst bei ersten Einsätzen vor Leningrad auf die Katjuscha-Waffe aufmerksam.

#### BM-8 und BM-13 an den Fronten

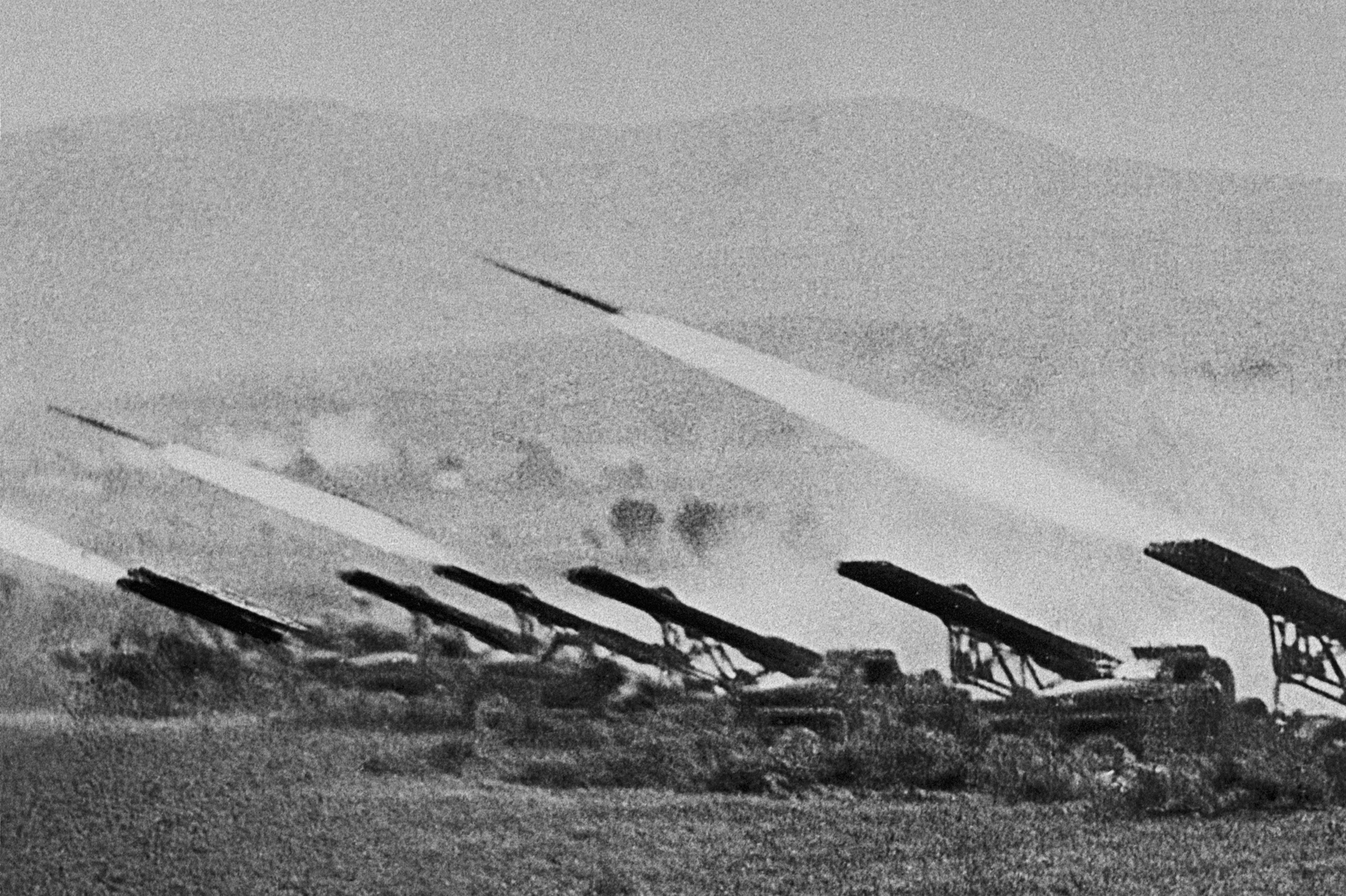
Katjuscha-Raketenwerfer auf Studebaker-LKW während der Schlacht von Stalingrad

Der erfolgreiche Einsatz der ersten Gefechtsfahrzeuge der „reaktiven Artillerie“ beschleunigte die Entwicklungsarbeiten für den neuen Raketenwerfer BM-8, der in der zweiten Jahreshälfte 1941 eingeführt wurde. Die 82-mm-Rakete B-8 wies eine Masse von 8 kg und eine Reichweite von 5500 m auf, 132-mm M-13 hingegen hatte ein Gewicht von 43 kg. Die Industrie produzierte verschiedene Varianten des Raketenwerfers BM-8 und BM-13:
- 16-rohrig auf dem Fahrgestell des LKW ZIS-6 oder Studebaker US6 (BM-13-16)
- 24-rohrig auf dem Fahrgestell der Panzer T-40 und T-60 (BM-8-24)
- 36-rohrig auf dem Fahrgestell des LKW ZIS-6 (BM-8-36)
- 48-rohrig auf dem Fahrgestell des LKW  GAZ-AA (BM-8-48)

Im Verlaufe des Jahres 1941 wurden 593 Raketenwerfer BM-13, 390 Raketenwerfer BM-8 und 525.000 zugehörige Raketen (243.000 M-13 und 282.000 B-8) an die Fronttruppen übergeben. Im August 1941 begann die Aufstellung von acht Regimentern, die mit den Raketenwerfern BM-13 und BM-8 ausgerüstet wurden. Der Studebaker US6 wurde 1943 unter der Bezeichnung BM-13N (normalizovanniy, „standardisiert“) von der GAU zur Standardlafette für den BM-13 erklärt. Bis zum Ende des Zweiten Weltkriegs mehr als 1.800 Stück dieses Modells hergestellt.
Ein Regiment bestand aus drei Abteilungen mit jeweils drei Batterien zu je vier Raketenwerfern. Die aufgestellten Regimenter erhielten die Bezeichnung Gardewerferregimenter der Artillerie der Reserve des Oberkommandos. Diese Einheiten wurden meistens zur Verstärkung der Schützendivisionen eingesetzt, die sich in der ersten Staffel verteidigten. Waren nicht genügend Abteilungen verfügbar, verblieben die Raketenwerfer unter dem Kommando des Armeebefehlshabers, der entsprechend der Lage den Einsatz befahl. Am 1. Januar 1942 existierten bereits 87 Abteilungen mit Raketenwerfern BM-13 und BM-8 an den Fronten.
Im November 1941 waren mehr als 40 Gardewerferabteilungen im Bestand der Kalininer und der Westfront. Während der Schlacht um Moskau im Dezember 1941 waren sie ebenfalls im Einsatz, ebenso bei der Schlacht von Stalingrad 1942/1943.

### Stückzahlen
Nach russischen Quellen wurden die nachfolgend genannten Raketenwerfer in folgenden Stückzahlen gebaut (Zahlen für 1945 fehlen leider vielfach):
| Typ      | 1941 | 1942 | 1943 | 1944 | 1945 | Bemerkungen                   |
| -------- | ---- | ---- | ---- | ---- | ---- | ----------------------------- |
| M-8-8    |      | 48   |      |      |      | Gebirgs-Ausführung            |
| M-8-12   | 12   | 142  |      | 12   |      | pferdebespannt                |
| M-8-24   | 0    | 63   | 146  |      |      | ohne Selbstfahrlafette        |
| BM-8-24  | 111  | 379  |      |      |      | auf GAS-AA oder T-60          |
| M-8-32   | 0    | 0    | 25   | 0    | 0    | ohne Selbstfahrlafette        |
| BM-8-32  | 8    | 0    | 0    | 0    | 0    | auf GAS-AA oder T-30          |
| BM-8-36  | 259  | 0    | 0    | 0    | 0    | auf ZIS-6                     |
| M-8-48   |      | 86   | 160  | 90   |      | ohne Selbstfahrlafette        |
| BM-8-48  | 2    | 115  | 54   | 326  |      | auf diversen LKW              |
| BM-8-60  | 0    | 0    | 1    | 11   |      | auf Chevrolet oder Studebaker |
| M-8-60   | 0    | 0    | 0    | 24   |      | ohne Selbstfahrlafette        |
| BM-8     | 0    | 0    | 2    | 0    |      | Versuch                       |
| BM-13    | 593  | 2251 | 2009 | 912  |      | auf diversen LKW              |
| M-13     | 0    | 141  | 930  | 0    |      | ohne Selbstfahrlafette        |
| BM-13    | 0    | 0    | 3    | 5    |      | Versuch                       |
| BM-31-12 | 0    | 0    | 0    | 1184 | 623  | meist auf Studebaker US-6     |

Die zweite Zahl bei der Typenbezeichnung gibt die Anzahl der Abschussvorrichtungen an. Typ M-30 (bzw. M-31) wurden ab 1942 bzw. 1943 gebaut, aber zunächst ohne Selbstfahrlafette ausgeliefert, stattdessen (ähnlich wie die deutschen Wurfgranaten 28/32 cm) aus Packkisten verfeuert.

### Kriegsschauplätze nach 1945
Nach dem Zweiten Weltkrieg wurden Katjuschas noch in zahlreichen späteren Kriegen und Konflikten eingesetzt. Ihre besonderen Eigenschaften werden im asymmetrischen Krieg genutzt. Zu diesen Eigenschaften zählt insbesondere der einfache Aufbau der Rakete und ihrer Startvorrichtung.
Katjuscha-Raketen wurden im Indochinakrieg und im Koreakrieg eingesetzt, außerdem im Vietnamkrieg von der regulären nordvietnamesischen Armee und selten auch vom Vietcong. Weitere belegte Einsätze gab es in den Nahostkriegen, in den Golfkriegen, im Angolanischen Bürgerkrieg, in Äthiopien, im Afghanischen Bürgerkrieg und später im Kampf der US-geführten Nordallianz gegen die Taliban.

Im Krieg in Afghanistan wurden sie von Talibankämpfern mit einfachen Zeitzündern (Wecker, Kerze) versehen und für Anschläge sowohl gegen Stützpunkte der US-Armee als auch der multinationalen Truppen in Afghanistan eingesetzt. Aufgrund der einfachen Bauweise stellte aber auch die Selbstfertigung, selbst unter primitiven Umständen, eine Möglichkeit für kämpfende Seiten dar; beispielsweise wurden seitens der Taliban Raketenkassetten S-82 von abgeschossenen Hubschraubern und Flugzeugen in Afghanistan verwendet.
Irakische Kampfeinheiten setzten Katjuschas gegen die US-amerikanischen Besatzungstruppen und die irakische Regierung ein.
Im August 2005 gab es eine Serie von Anschlägen in Aqaba in Jordanien, bei denen Katjuscha-Raketen zum Einsatz gekommen sein sollen und für die eine al-Qaida nahestehende Gruppe die Verantwortung übernahm.
Im Palästinakonflikt werden hingegen Kassam-Raketen (Alternativschreibung Qassam) verwendet, die eine einfachere Konstruktionsweise und geringere Reichweite haben.

### Libanonkrieg 2006
Im Libanonkrieg 2006, der am 12. Juli 2006 begann, gingen bei Angriffen der Hisbollah aus dem Libanon täglich bis zu 200 Katjuscha-Raketen in Israel nieder. Dabei wurden meist die Anfang der 1960er-Jahre in der Sowjetunion entwickelten BM-21-Modelle (auch 9K51 genannt) eingesetzt; diese haben 122 mm Durchmesser, 2,87 m Länge und eine Reichweite von 20 km, einige Typen 40 km; der Sprengkopf hat ein Gewicht von 20 kg. Dabei kamen meist keine Mehrfachwerfer zum Einsatz, sondern kleinere, leichter zu transportierende Einzel-Startgestelle. Die Raketen werden auch im Iran produziert und heißen dort „Arash“.
Erstmals haben vom Libanon abgefeuerte Raketen auch die 50 Kilometer entfernte Stadt Afula erreicht. Bislang galt als unklar, ob die Hisbollah über Raketen mit einer derartigen Reichweite verfügt. Es wird vermutet, dass hier die iranische Fadschr-3 mit 45 kg Startgewicht zum Einsatz kam (nicht zu verwechseln mit der gleichnamigen Mittelstreckenrakete); oder auch die größere Fadschr-5 mit bis zu 75 km Reichweite, 333 mm Durchmesser, 1 t Startgewicht und einem 90-kg-Sprengkopf. Alle diese Typen stehen aber technologisch auf dem gleichen Niveau der 1938 entwickelten ursprünglichen Katjuscha, der ungelenkten Artillerie-Rakete.
Von israelischer Seite wurde angegeben, die Hisbollah verfüge über insgesamt 15.000 Katjuscha-Raketen, wovon bis Anfang August 2006 bereits 3000 Stück gestartet worden seien.

## Technische Daten der Werferraketen M-8, M-13 und M-31
|                             |     | M-8  | M-13 | M-30 | M-31 |
| --------------------------- | --- | ---- | ---- | ---- | ---- |
| Einsatz ab                  |     | 1941 | 1941 | 1942 | 1943 |
| Kaliber                     | mm  | 82   | 132  | 300  | 300  |
| Länge                       | mm  | 714  | 1415 |      | 1760 |
| Masse                       | kg  |      | 14,1 |      | 28,7 |
| Masse Gefechtskopf          | kg  | 5,4  | 21,3 |      | 52,4 |
| Sprengstoffmasse            | kg  | 0,6  | 4,9  | 28,8 | 28,8 |
| Leermasse                   | kg  | 6,8  | 35,4 |      | 81,1 |
| Treibstoffmasse             | kg  | 1,2  | 7,1  |      | 11,3 |
| Startmasse                  | kg  | 8,0  | 42,5 |      | 92,4 |
| Massenverhältnis            |     | 1,2  | 1,2  |      | 1,1  |
| Treibstoffanteil            | %   | 15,0 | 16,7 |      | 12,2 |
| Nutzmasseanteil             | %   |      | 50,1 |      | 56,7 |
| Brennschlussgeschwindigkeit | m/s | 315  | 355  |      | 255  |
| Maximale Flugweite          | m   | 5500 | 8470 | 2800 | 4300 |